# Lisposidama filipes
Lisposidama filipes – gatunek kosarza z podrzędu Laniatores i rodziny Assamiidae. Jedyny znany przedstawiciel monotypowego rodzaju Lisposidama.

## Występowanie
Gatunek występuje w Tanzanii.